# Enerhodar
Enerhodar (ukrajinsky Енергодар / Enerhodar; rusky Энергодар / Eněrgodar) je jedno z nejmladších měst na Ukrajině. Leží v Záporožské oblasti na jižním břehu dněperské Kachovské přehrady, 120 kilometrů jihozápadně od Záporoží. Rozloha města činí 63,5 km².
V současnosti má město přibližně 52 000 obyvatel a je tedy 4. největší v oblasti.
Město bylo založeno 12. června 1970 současně se započetím výstavby Záporožské tepelné elektrárny. Zároveň byla do města přivedena odbočka železniční trati Záporoží – Sevastopol. Město poté sloužilo jako základna pro výstavbu Záporožské jaderné elektrárny (1980–1985), největší jaderné elektrárny v Evropě.
V Enerhodaru se narodil ukrajinský boxer Volodymyr Sydorenko (* 1976).

## Historie města
Základní kámen současného města Enerhodar byl položen 12. června 1970, kdy se rozhodlo o výstavbě největší tepelné elektrárny na Ukrajině — Záporožské. Výstavba čtyř bloků Záporožské tepelné elektrárny probíhala v letech 1971–1977, a právě ona udělala z tehdejší vesnice (mezi roky 1970 a 1972 byl Enerhodar pouhou vesnicí bez názvu) jedno z nejvýznamnějších míst pro Ukrajinu z energetického hlediska.
Po dvou letech výstavby dostala 23. listopadu 1972 tehdejší bezejmenná vesnice název Enerhodar. Komplexní výstavba sídlišť a další infrastruktury města probíhala současně s výstavbou tepelné elektrárny.
V roce 1978 bylo rozhodnuto o výstavbě jaderné elektrárny, a o tři let později byla zahájena výstavba Záporožské jaderné elektrárny, jež je nejen největší jadernou elektrárnou na Ukrajině, ale rovněž v celé Evropě. První blok byl uveden do provozu v roce 1985, o čtyři roky později byl dobudován pátý blok a teprve v roce 1996 byl dokončen šestý a zatím poslední blok elektrárny. Záporožská jaderná elektrárna je největším zaměstnavatelem ve městě a jeho okolí.
Teprve 14. srpna 1985 byla tehdejší vesnice s bezmála 50 tisíci obyvateli povýšena na město. Kromě výstavby průmyslových objektů docházelo i k závratnému rozvoji samotného města. Více než 1 000 rodin ročně dostávalo klíče od bytů na nových sídlištích, v roce 1974 byl dostaven zdravotní komplex, jenž tvořila nemocnice, poliklinika a lázně. Byl také založen městský park. Poté byl zkolaudován hotel Enerhodar a palác kultury Sučasnyk. Později bylo vybudováno: vlakové a autobusové nádraží, pět středních škol a několik mateřských školek, koupališť a sportovních hal. Pro pracovníky Záporožské tepelné a jaderné elektrárny byla zřízena sanatoria poblíž města.

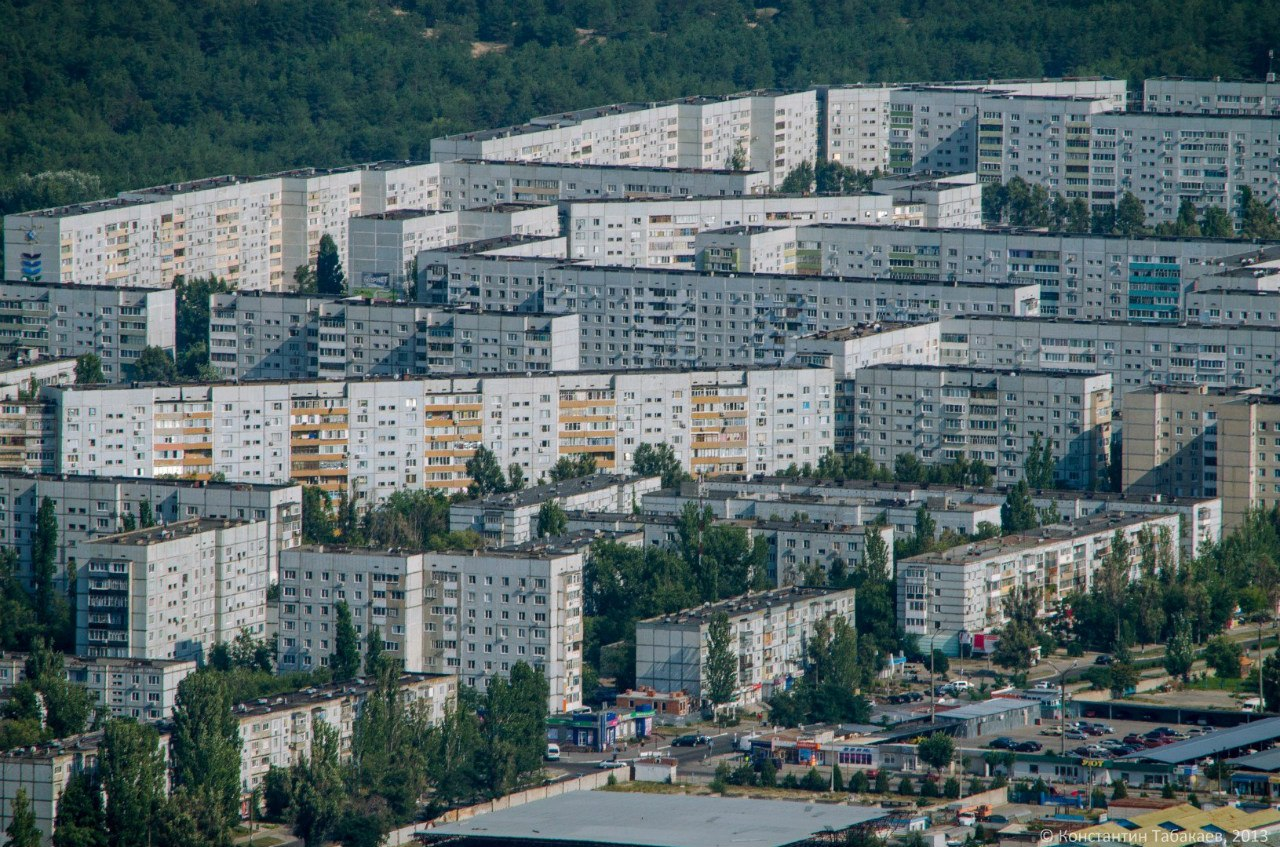
Typické sídliště v Enerhodaru
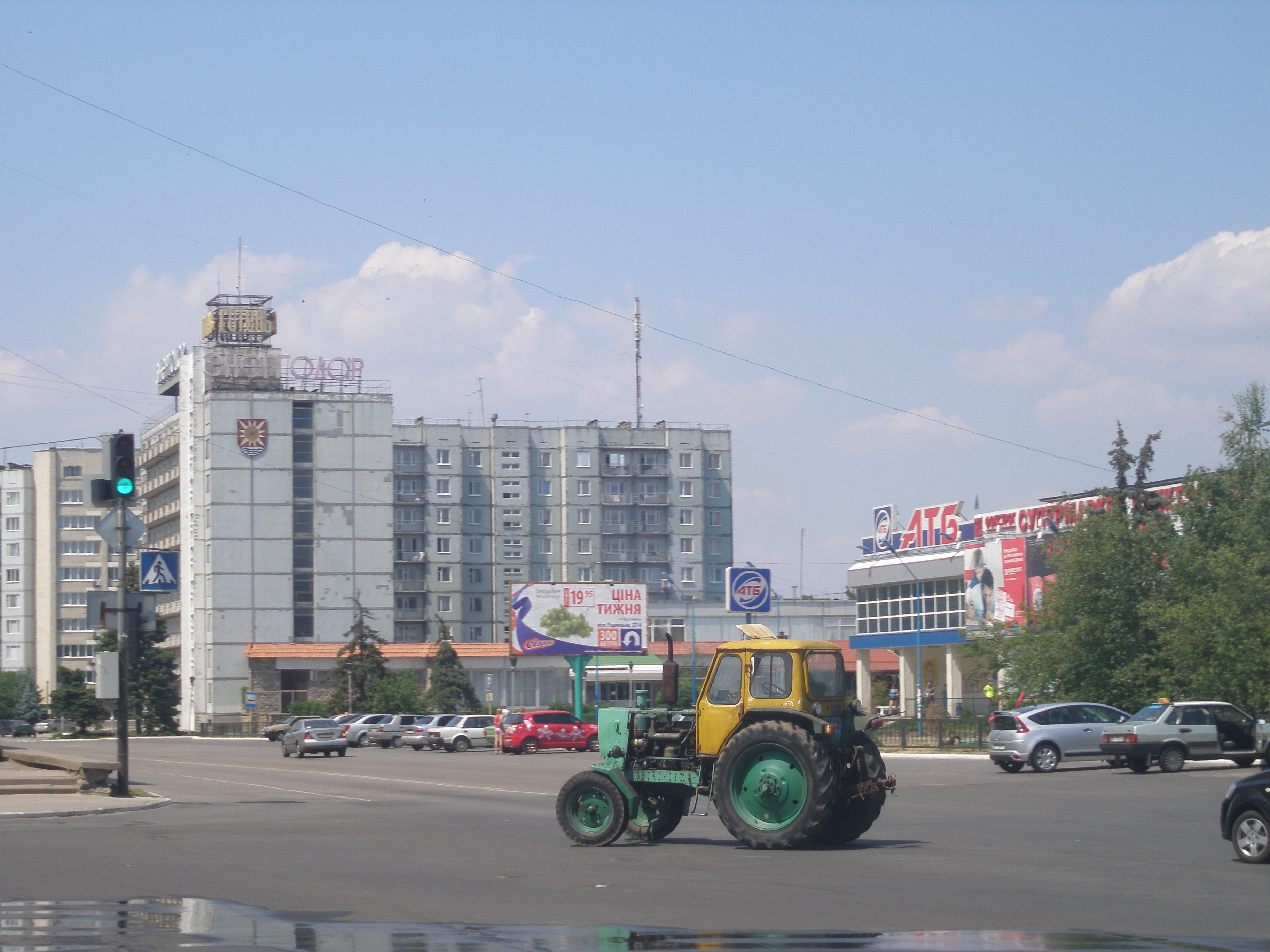
Hotel «Enerhodar»
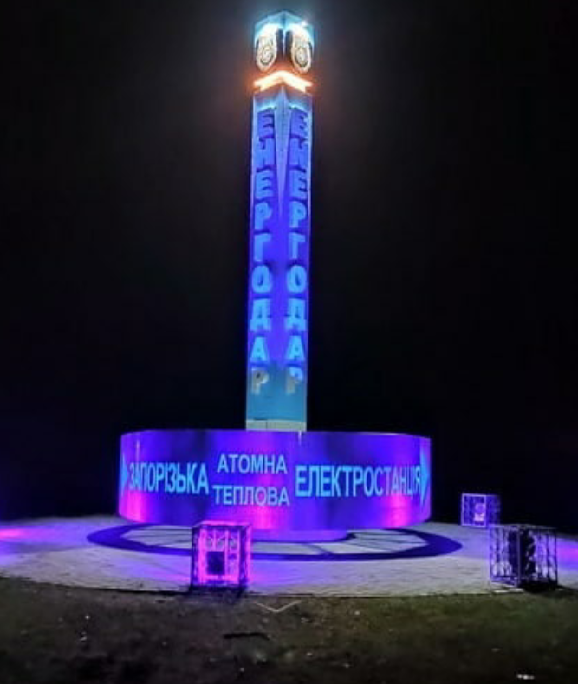
Uvítací stéla u vjezdu do města
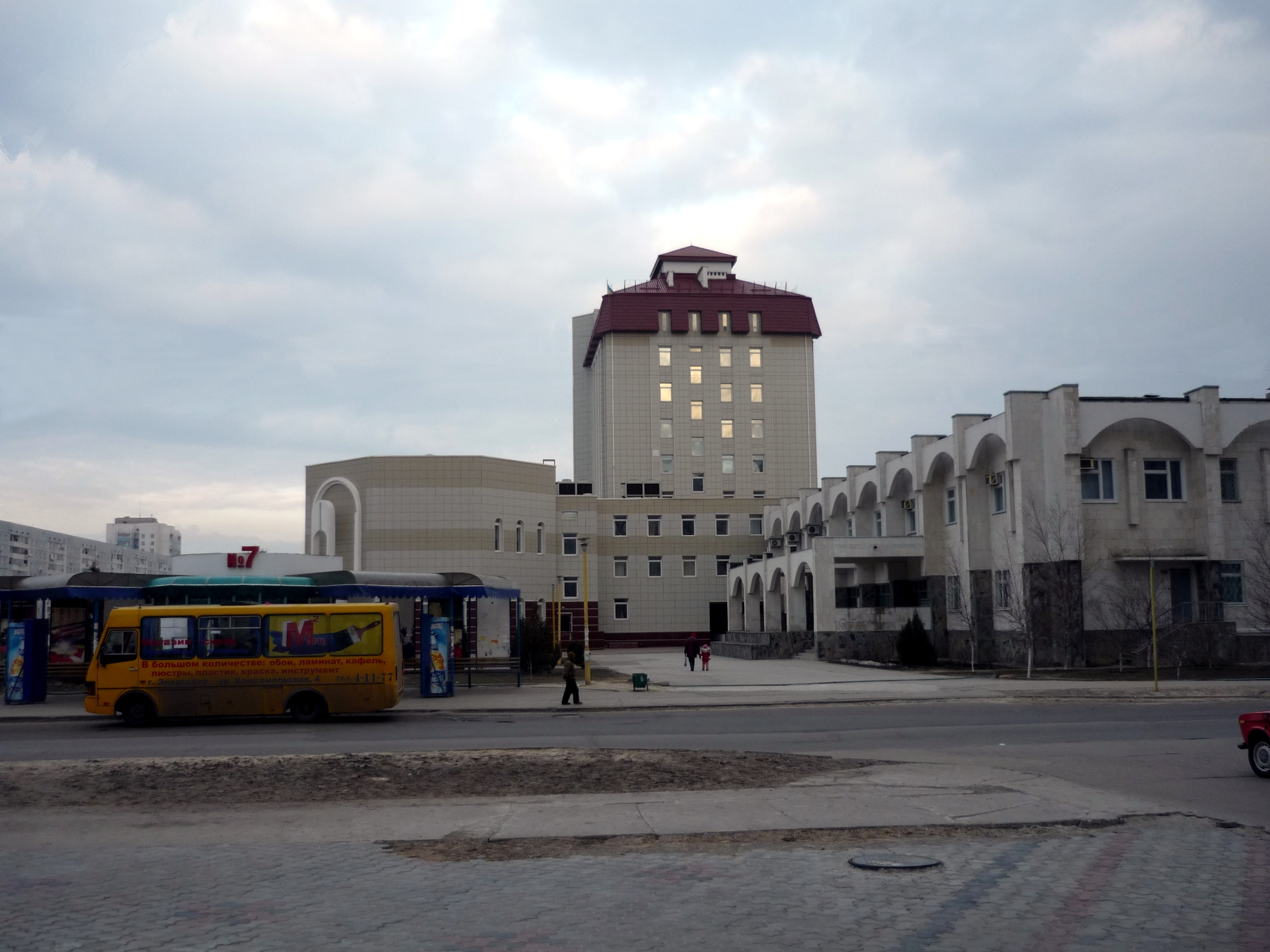
Městská rada
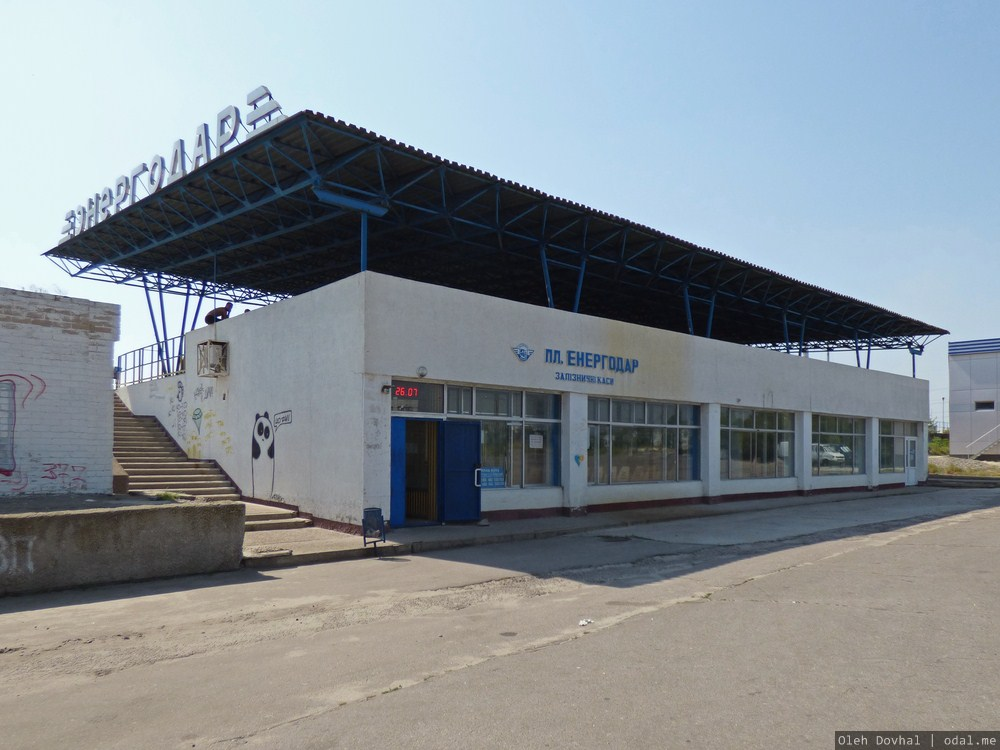
Železniční stanice Enerhodar
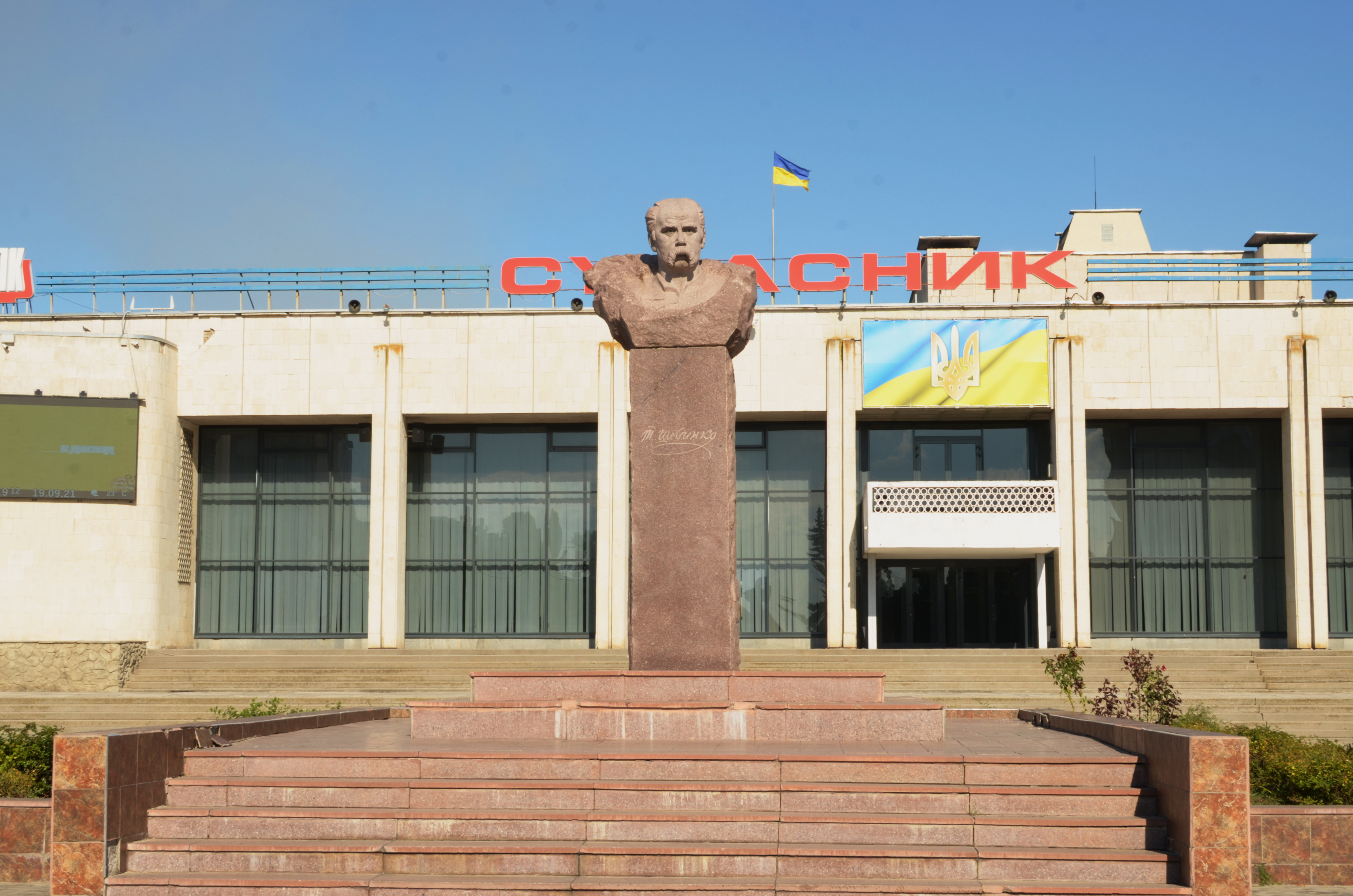
Pomník Tarasa Ševčenka a palác kultury

## Ruská invaze na Ukrajinu
Dne 28. února 2022 ruské orgány prohlásily, že město i Záporožská jaderná elektrárna byly obsazeny jednotkami ruské armády. Ukrajinský starosta města Dmitrij Orlov později toto tvrzení popřel.
Brzy poté postavili civilisté na silnici k elektrárně velkou barikádu z pytlů s pískem a vozidel ve snaze zabránit dalšímu postupu ruských vojsk. Dne 2. března zablokovalo několik tisíc civilistů silnici, čímž se zabránilo dalšímu postupu ruských vojsk a došlo k dočasnému odložení obsazení města.
Nicméně již 4. března bylo město spolu s jadernou elektrárnou obsazeno silami Ruské federace. Dne 24. března se většina zastupitelů městské rady města Enerhodar vzdala svých mandátů, aby se nehlasovalo pro vznik možných lidových republik na území města. Navzdory tomu, že město je okupováno Rusy, stále trvá odpor ze strany obyvatel města.
Dne 12. července podnikly ukrajinské síly za pomocí bezpilotních letounů nálet na město, kde přímý zásah utrpělo někdejší sídlo SBU, které zabrali ruští okupanti, jaderná elektrárna však zasažena nebyla.
Ve dnech 6. a 7. srpna Rusové podle slov prezidenta Enerhoatomu opakovaně ostřelovali Záporožskou jadernou elektrárnu, kterou mají ruské síly pod kontrolou již od března, v důsledku čehož byl odpojen jeden reaktor. Čtyři dny nato vyzval António Guterres k deeskalaci, a proto svolal mimořádné zasedání Rady bezpečnosti OSN, jež se tímto konfliktem zabývalo. Ředitel Mezinárodní agentury pro atomovou energii (MAAE) Rafael Mariano Grossi prohlásil, že situace je velice znepokojující. Současně existují oprávněné obavy ze strany MAAE, že se situace zcela vymkla kontrole a je z hlediska dodržování bezpečnostních protokolů extrémně nestabilní.